# Borghild Rud
Borghild Eline Rud född 20 mars 1910, död 25 juni 1999, var en norsk tecknare och illustratör.
Borghild Rud utbildade sig vid Statens håndverks- og kunstindustriskole och Statens Kunstakademi.
Hon jobbade för Arbeidermagasinet/Magasinet for Alle från 1929 till 1970. Hon illustrerade dessutom ett antal böcker, bland annat Arne Garborgs Haugtussa, Knut Hamsuns Markens gröda och Asbjørnsen og Moes folkeeventyr. Hon är speciellt känd för teckningarna till Alf Prøysens böcker om Teskedsgumman.
Borghild Rud var syster till författaren Nils Johan Rud. Hon fick Kultur- och kyrkodepartementets priser för barn- och ungdomslitteratur för illustrationerna till hans Ole Soppnisse 1974. Samma pris fick hon för sex andra böcker under åren 1958 till 1972.
Borghild Rud bodde och arbetade i Nittedal norr om Oslo. Från 1948 till 1951 bodde Alf Prøysen och hans fru som nygifta i ett annex på gården till Borghild Rud och hennes man Wilhelm Prestø.